# RAAF Base Learmonth

i7
i11
i13
Die RAAF Base Learmonth, auch Learmonth Airport (IATA-Code: LEA, ICAO-Code: YPLM), ist ein Flugplatz nahe der Stadt Exmouth an der Nord-West-Küste von Westaustralien. Sie ist eine „Bare Base“ der Royal Australian Air Force und wird als ziviler Flughafen genutzt.

## Geschichte
Während des Zweiten Weltkriegs wurde ein kleiner Flugplatz an der westlichen Küste des Golfes von Exmouth gebaut. Sein Codename war „Potshot“ und er war Teil der Operation Potshot der RAAF. Während der 1950er Jahre wurde der kleine Flugplatz zu einer Militärbasis ausgebaut und nach Charles Learmonth, DFC, benannt, der bei einem Flugunfall in der Nähe von Rottnest Island, West Australien am 6. Januar 1944 umkam.
Qantas begann im Juni 1944 den Flugplatz als Zwischenstopp für ihren „Kangaroo Service“ zu nutzen, bei dem das heute bekannte Känguru-Logo zum ersten Mal seine Verwendung fand.
Mitte der 1960er Jahre stimmte die Regierung Australiens den Plänen von Air Marshal Valston Hancock, Chief of Air Force, zu, die Basis zu einer „Bare Base“ umzubauen, da sie recht nahe an Indonesien liegt. Obwohl die F-111C in der Lage gewesen wäre, von der RAAF Base Darwin nach Jakarta und zurück zu fliegen, wäre die wählbare Anflugroute aufgrund der Reichweite der Flugzeuge limitiert gewesen. Learmonth würde Flexibilität in die Anflugrouten bringen. Ein Großteil der Arbeiten wurde von der 5. Airfield Construction Squadron zwischen 1971 und 1973 erledigt.
Im Oktober 2022 kündigte Qantas an, dass sie erstmals Direktflüge zwischen Exmouth and Melbourne anbieten wolle. Diese sollten zunächst von April bis Oktober 2023 angeboten werden.
Im August 2024 vereinbarten Australien und die USA eine Mitnutzung durch die United States Air Force (USAF). Die USAF bauten die Basis insbesondere für Einsätze von Seefernaufklärern sowie weiteren Aufklärungsflugzeugen aus.